# チーク
チーク（麻栗樹、teak）は、シソ科チーク属に属する落葉性高木の総称。アジアの熱帯モンスーン気候地方に分布する。材質は堅く、伸縮率が小さく、水に強いので、船舶・家具などの用材や建築材として広く使用される。「チーク」という名前はインド南部ケーララ州の言葉マラヤーラム語の「thekku」に由来する。「チークノキ」とも。

## 特徴
南アジアから東南アジアの熱帯モンスーン気候地域に分布する。樹高は30 - 40m。雨季の開始と同時に展葉を始める。展葉開始から完了までに約40日〜120日かかる。雨季が終了する10月頃から落葉が始まり、1月までには完全に落葉する。モンスーンの影響により雨季の長さが年々で異なるため、成長期間もそれに伴い変化している。乾季には落葉して成長を止めるため、年輪が形成される。ただし成長には時間がかかる。
花粉でアレルギーを起こす人が居る。

## 種
- Tectona grandis（Common Teak）：インドからインドシナ半島にかけて広く分布する。
- Tectona hamiltoniana（Dahat Teak）：ミャンマーの固有種。絶滅危惧種。
- Tectona philippinensis（Philippine Teak）：フィリピンの固有種。絶滅が危惧されている。

## チーク材

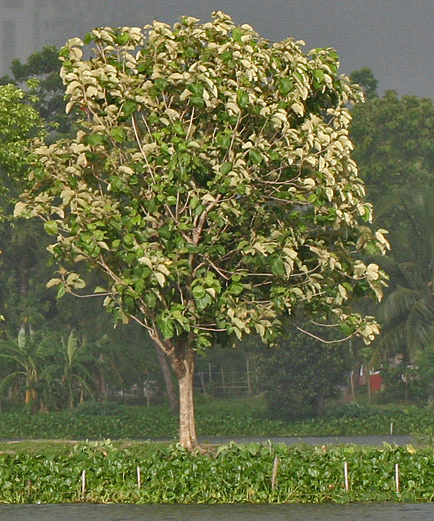
インド西ベンガル州の木

チークはマホガニーと並ぶ優良高級材として様々な用途に用いられる銘木である。材質は堅く強靭で耐久性があり、病害虫にも強い。天然の油成分があって、オイルやニスで手入れしなくても耐久性がある。加工も容易で、よく乾燥させた場合は伸縮率が小さく、家具に向く。水にも強いので、甲板・内装などの船舶用材や建築材として広く使用される。高価であるため、薄くスライスして突き板の表面材にも用いられる。天然の古木から切り出されたチーク材は特に耐久性があるが、大変に高価である。継続供給を目指して植林が行われている。輸入元はほとんどがインドネシアとミャンマーである。

### 特徴
- 硬く強靭。
- 耐久性・耐水性がある。
- 病害虫に強い。
- 乾燥後は裂けにくく寸法が狂いにくい。
- 比較的加工しやすい。
- 高価。
- 日に焼けると木目の色の濃い部分は薄くなり、薄い部分は濃くなって行くことで色の差異が縮まっていく。
- 木目の中に石を含むことが多々あり、入っているものの方が良い木である。
  - 入り方としては白い点で見える程度なので気にすることはないが加工段階でカンナやのこぎりの歯がかけることがあるので注意すべきである。

### 用途

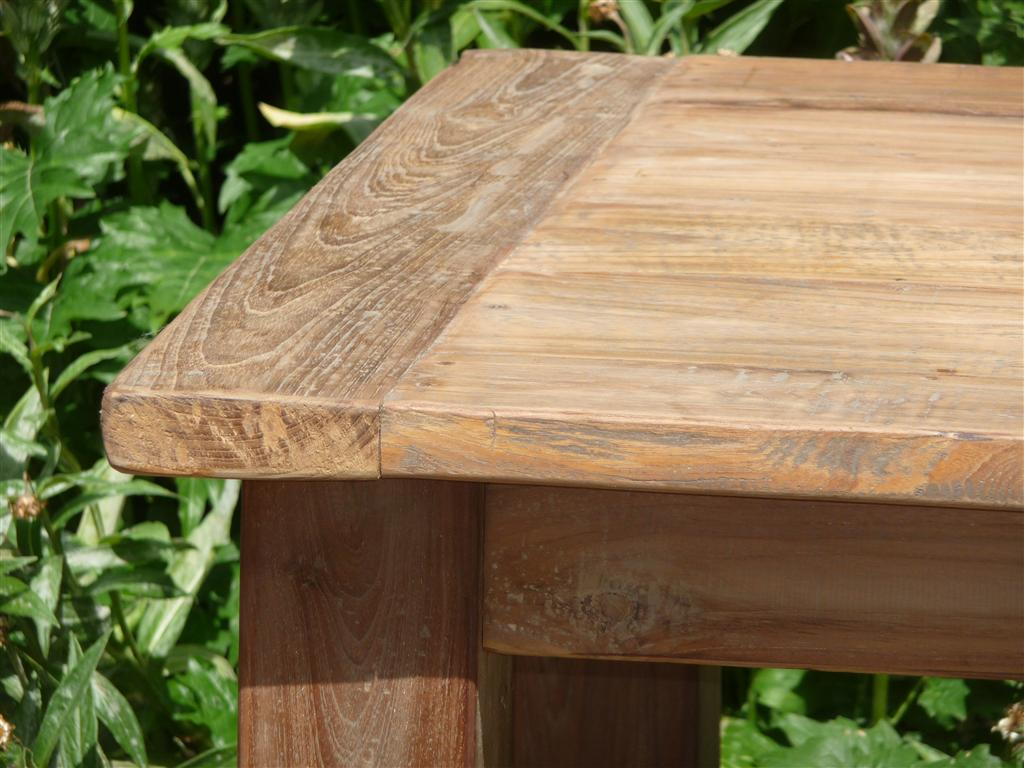
チークのテーブル

- 船舶用材（クイーン・エリザベス2のブリッジや内装にも使用されている）
- 車両の内装材
- 建築用材・床材
- 家具
- 彫刻・細工物
- 突き板（合板）の表面材